# Rio Jacaré (bacia do rio de Contas)
O rio Jacaré é um curso d'água que banha o município de Jequié, no estado brasileiro da Bahia, integrando a Bacia do rio de Contas. Tem sua foz na Barragem da Pedra, no rio de Contas, e sua nascentes nas encostas elevadas da Chapada Diamantina.
O rio ainda banha as cidades de Maracás e Iramaia. Em 2015 moradores da comunidade de Porto Alegre, em Maracás, denunciaram a possível contaminação do rio por vanádio, substância minerada às margens do rio pela empresa Largo Resources, o que comprometeria o fornecimento de água para várias localidades, incluindo Jequié.
Um dos dois principais cursos d'água em Iramaia, serve de limite ao oeste com as cidades de Maracás e Marcionílio Souza. Tem como um de seus afluentes o intermitente riacho Olho D'Água (que por sua vez tem como afluente o temporário riacho do Felipe), sendo ele próprio também intermitente até o trecho em que encontra a rodovia BA-026, quando se torna perene até sua foz.